# マッキャンエリクソン
マッキャンエリクソン (英: McCann Erickson) は、アメリカ ニューヨーク本社を拠点とし、世界100カ国超にオフィスを持つ国際広告会社である。

## 概要
マッキャンエリクソンは、1902年創業のAlfred Ericksonによるマンハッタンの広告会社と1912年創業のHarry McCannによるH.K. McCann Co, が1930年に合併してできた広告会社である。世界100ヶ国超にオフィスを構える。

## 日本法人
株式会社マッキャンエリクソン・ジャパン（英語名：McCann Erickson Japan Inc.）は1960年創業。日本初の日米合弁会社である株式会社マッキャンエリクソン博報堂を前身とする広告会社。現在は持株会社であるマッキャン・ワールドグループ（McCann Worldgroup / MW）の日本における中核的組織。本社の所在地は東京で、大阪に支社がある。

## マッキャン・ワールドグループ（McCann Worldgroup）
1997年、インテグレーテッド・マーケティング・コミュニケーションズ・サービス全般を提供することを目的とし，世界規模のマーケティング・コミュニケーションズ・カンパニーとして設立された。日本国内のマッキャン・ワールドグループ傘下のグループ企業及びサービス内容は以下の通り。
- CRAFT Worldwide...クリエイティブ プロダクション
- モメンタム ジャパン...セールス・プロモーション、イベント
- MRM Worldwide（MRM//McCann)...リレーションシップ・マーケティング
- UM/Universal McCann...メディアプランニング&バイイング
- ウェーバー・シャンドウィック・ワールドワイド...PR
- （株）マッキャンヘルスケアワールドワイドジャパン（マッキャンヘルスコミュニケーションズ）...医療分野専門
- （株）チェースデザイン...戦略デザインコンサルティング

## 日本法人の歴史
- 1960年12月16日 - マッキャンエリクソン博報堂設立。資本金4億9738万円。
- 1961年4月 - 本社を神田錦町の博報堂本社内に設置。本格的な営業開始。
- 1962年 - 本社を長谷川ビルに移転。
- 1963年 - 大阪事務所設立。
- 1965年 - 日本で初めてGRPを導入。
- 1967年 - 本社を神保町の小学館ビルに移転。社名をインターパブリック博報堂に変更。
- 1972年 - 日本で初めてCARPを導入。
- 1974年 - インターパブリック博報堂労働組合結成。
- 1978年 - 本社を青山一丁目の新青山ビルに移転。
- 1979年 - 社名をマッキャンエリクソン博報堂に変更。
- 1981年 - 大阪堂島グランドビルに事務所開設。
- 1984年 - 大阪事務所を大阪支社に昇格。マッキャンニュース(社内報)創刊。
- 1993年 - 大阪支社をアクア堂島に移転、拡充。博報堂との合弁を解消。
- 1994年 - マッキャンエリクソンの100%出資となり，社名をマッキャンエリクソンに変更。
- 1997年 - マッキャン・ワールドグループ (MW) を設立。
- 2005年 - 英文社名をMcCann Erickson Japan Inc.に変更。
- 2010年 - 持株会社、株式会社マッキャン・ワールドグループホールディングス発足。